# Erich Bey
Erich Bey, född 23 mars 1898, död 26 december 1943, tysk konteramiral under andra världskriget. Bey är mest känd för fört befäl över olika jagarenheter och för ha lett de tyska flottstyrkorna under Slaget vid Nordkap den 26 december 1943 då slagskeppet Scharnhorst sjönk. Han stupade under slaget.
1. 1 2  Find a Grave, Find A Grave-ID: 12350150, läs online, läst: 9 oktober 2017.[källa från Wikidata]